# Aérohabitat
L'Aérohabitat est une résidence située à Alger, construite entre 1952 et 1955 par Louis Miquel et José Ferrer-Laloë. Bâtie sous forme de barre sur pilotis, elle tente de concrétiser une nouvelle forme de cité, un « village vertical » appelé « Unité d'habitation». Elle se compose de 4 bâtiments et 300 appartements.

## Histoire
La construction est attribuée à Louis Miquel, associé à Pierre Bourlier et José Ferrer-Laloë, tous membres du CIAM d'Alger. Les travaux démarrent fin 1951, l'Aérohabitat est inauguré par le ministre de la Reconstruction et de l'Urbanisme, Eugène Claudius-Petit le 21 mai 1955, les bâtiments commencent à être occupés par la suite, reste le passage de la voie en tunnel sous le pied du bâtiment 2 et la clôture qui ne sont pas achevées.

## Architecture
L'Aérohabitat rentre dans le concept d'immeuble-villas initié par Le Corbusier.
Miquel utilise, dans l'immeuble principal, le principe d'une rue intérieure à la mi-hauteur de l'immeuble, comme une galerie commerciale.
Miquel opte pour une circulation extérieure desservant les appartements, s'écartant du concept corbuséen de la circulation intérieure.
La résidence se compose de 4 bâtiments et 300 appartements.